# Magyarország az 1978-as atlétikai Európa-bajnokságon
Magyarország az csehszlovákiai Prágában megrendezett 1978-as atlétikai Európa-bajnokság egyik részt vevő nemzete volt. Az ország a versenyen 25 sportolóval képviseltette magát.

## Érmesek
| Érem  | Versenyző   | Versenyszám | Dátum         |
| ----- | ----------- | ----------- | ------------- |
| Arany | Papp Margit | Ötpróba     | szeptember 2. |

## Eredmények

### Férfi
| Versenyző       | Versenyszám     | Előfutam | Előfutam | Előfutam | Elődöntő | Elődöntő | Elődöntő | Döntő     | Döntő    |
| Versenyző       | Versenyszám     | Idő      | Hely.    | Össz.    | Idő      | Hely.    | Össz.    | Idő       | Helyezés |
| --------------- | --------------- | -------- | -------- | -------- | -------- | -------- | -------- | --------- | -------- |
| Szekeres Ferenc | Maraton         |          |          |          |          |          |          | 2:15:45,0 | 14.      |
| Fancsali András | Maraton         |          |          |          |          |          |          | 2:23:39,7 | 35.      |
| Stankovics Imre | 20 km gyaloglás |          |          |          |          |          |          | 1:29:33,3 | 17.      |
| Sátor László    | 50 km gyaloglás |          |          |          |          |          |          | 4:10:22,4 | 19.      |

| Versenyző     | Versenyszám   | Selejtező | Selejtező | Döntő    | Döntő    |
| Versenyző     | Versenyszám   | Eredmény  | Helyezés  | Eredmény | Helyezés |
| ------------- | ------------- | --------- | --------- | -------- | -------- |
| Szalma László | Távolugrás    | 753 cm    | 16.       | kiesett  | kiesett  |
| Katona Gábor  | Hármasugrás   |           |           | 16,18 m  | 12.      |
| Bakosi Béla   | Hármasugrás   |           |           | 15,74 m  | 15.      |
| Tégla Ferenc  | Diszkoszvetés | 59,82 m   | 10.       | 60,22 m  | 9.       |
| Faragó János  | Diszkoszvetés | 56,14 m   | 20.       | kiesett  | kiesett  |
| Tamás Gábor   | Kalapácsvetés | 70,04 m   | 11.       | 70,72 m  | 10.      |
| Németh Miklós | Gerelyhajítás | 83,48 m   | 6.        | 83,58 m  | 6.       |
| Paragi Ferenc | Gerelyhajítás | 86,04 m   | 1.        | 79,08 m  | 9.       |
| Boros Sándor  | Gerelyhajítás | 83,22 m   | 7.        | 78,78 m  | 10.      |

| Versenyző  | Versenyszám | 100 m | 100 m | Távolugrás | Távolugrás | Súlylökés | Súlylökés | Magasugrás | Magasugrás | 400 m | 400 m | 110 m gát | 110 m gát | Diszkoszvetés | Diszkoszvetés | Rúdugrás | Rúdugrás | Gerelyhajítás | Gerelyhajítás | 1500 m | 1500 m | Végeredmény | Végeredmény |
| Versenyző  | Versenyszám | Idő   | Pont  | Eredmény   | Pont       | Eredmény  | Pont      | Eredmény   | Pont       | Idő   | Pont  | Idő       | Pont      | Eredmény      | Pont          | Eredmény | Pont     | Eredmény      | Pont          | Idő    | Pont   | Pont        | Helyezés    |
| ---------- | ----------- | ----- | ----- | ---------- | ---------- | --------- | --------- | ---------- | ---------- | ----- | ----- | --------- | --------- | ------------- | ------------- | -------- | -------- | ------------- | ------------- | ------ | ------ | ----------- | ----------- |
| Kiss Árpád | Tízpróba    | 11,34 |       | 6,83 m     |            | 14,45 m   |           | 1,94 m     |            | 51,02 |       | 15,05     |           | 42,20 m       |               | 3,80 m   |          | 50,70 m       |               | 5:02,0 |        | 7103        | 21.         |

### Női
| Versenyző                                        | Versenyszám | Előfutam | Előfutam | Előfutam | Elődöntő | Elődöntő | Elődöntő | Döntő   | Döntő    |
| Versenyző                                        | Versenyszám | Idő      | Hely.    | Össz.    | Idő      | Hely.    | Össz.    | Idő     | Helyezés |
| ------------------------------------------------ | ----------- | -------- | -------- | -------- | -------- | -------- | -------- | ------- | -------- |
| Orosz Irén                                       | 200 m       | 23,46    | 3.       | 10.      | 23,56    | 8.       | 14.      | kiesett | kiesett  |
| Pál Ilona                                        | 400 m       | 53,42    | 3.       | 12.      | 53,50    | 7.       | 13.      | kiesett | kiesett  |
| Petrika Ibolya                                   | 400 m       | 54,01    | 7.       | 23.      | kiesett  | kiesett  | kiesett  | kiesett | kiesett  |
| Halmosi Rozália                                  | 400 m       | 53,93    | 5.       | 19.      | kiesett  | kiesett  | kiesett  | kiesett | kiesett  |
| Lipcsei Irén                                     | 800 m       | 2:02,3   | 4.       | 14.      | 2:06,8   | 8.       | 15.      | kiesett | kiesett  |
| Lipcsei Irén                                     | 1500 m      | 4:20,2   | 9.       | 18.      |          |          |          | kiesett | kiesett  |
| Lázár Magdolna                                   | 1500 m      | 4:14,4   | 8.       | 14.      |          |          |          | kiesett | kiesett  |
| Lázár Magdolna                                   | 3000 m      |          |          |          |          |          |          | 9:05,14 | 11.      |
| Siska Xénia                                      | 100 m gát   | 13,48    | 4.       | 12.      | 13,36    | 6.       | 10.      | kiesett | kiesett  |
| Mohácsi Éva                                      | 400 m gát   | 59,61    | 5.       | 20.      | kiesett  | kiesett  | kiesett  | kiesett | kiesett  |
| Mohácsi Éva Halmosi Rozália Orosz Irén Pál Ilona | 4 × 400 m   | 3:30,7   | 3.       | 4.       |          |          |          | 3:32,2  | 8.       |

| Versenyző     | Versenyszám   | Selejtező | Selejtező | Döntő    | Döntő    |
| Versenyző     | Versenyszám   | Eredmény  | Helyezés  | Eredmény | Helyezés |
| ------------- | ------------- | --------- | --------- | -------- | -------- |
| Mátay Andrea  | Magasugrás    | 183 cm    |           | 185 cm   | 6.       |
| Papp Margit   | Távolugrás    | 628 cm    | 14.       | kiesett  | kiesett  |
| Herczeg Ágnes | Diszkoszvetés |           |           | 57,94 m  | 10.      |

| Versenyző   | Versenyszám | 100 m gát | 100 m gát | Súlylökés | Súlylökés | Magasugrás | Magasugrás | Távolugrás | Távolugrás | 800 m   | 800 m | Végeredmény | Végeredmény |
| Versenyző   | Versenyszám | Idő       | Pont      | Eredmény  | Pont      | Eredmény   | Pont       | Eredmény   | Pont       | Idő     | Pont  | Pont        | Helyezés    |
| ----------- | ----------- | --------- | --------- | --------- | --------- | ---------- | ---------- | ---------- | ---------- | ------- | ----- | ----------- | ----------- |
| Papp Margit | Ötpróba     | 13,70     |           | 15,41 m   |           | 1,81 m     |            | 6,22 cm    |            | 2:16,20 |       | 4694        |             |